# Курт Кюме (1885)
Курт Кюме (нім. Kurt Kühme; 27 серпня 1885, Лецен — 25 грудня 1944, Гальшлаг) — німецький офіцер і політик, обергрупенфюрер СА і генерал-майор вермахту. Кавалер ордена Pour le Mérite та Німецького хреста в золоті.

## Біографія
Після закінчення кадетського корпусу 22 березня 1903 року вступив до 174-го піхотного полку Прусської армії. У 1913 році відряджений до навчального піхотного батальйону. З серпня 1914 року — керівник штабної охорони Великого Генштабу. З 1915 року — командир роти 174-го піхотного полку, з 1917 року — 1-го батальйону 261-го резервного піхотного полку. В листопаді 1918 року очолив сілезький фрайкор «Кюме», який діяв у Польщі та Рурі. У травні 1920 року — звільнений у відставку, проте й далі командував фрайкором до червня 1921 року.
З жовтня по 9 листопада 1923 року керував розміщенням баварських оборонних організацій у районі Кобурга і в Тюрингії. В 1925/30 роках — директор народної спортивної школи Вюнсдорфа, керував курсами передвійськової підготовки при командуванні 3-го військового округу. 1 березня 1931 року вступив в НСДАП (квиток № 474 313). З 31 березня 1931 по 13 квітня 1932 року  і з 1 липня 1932 по 30 червня 1934 року — керівник Імперської школи керівників СА. З 27 червня 1933 року — ад'ютант Верховного керівництва СА. З 1935 року — начальник управління зв'язку, з 1 жовтня 1935 року — керівник для особливих доручень у штабі Верховного керівництва СА. 10 квітня 1938 року без успіху балотувався до рейхстагу, проте був призначений почесним членом Народної судової палати.
1 липня 1938 року переданий у розпорядження сухопутних військ. З 10 вересня 1939 року — комендант 509-ъ польової комендатури (Лодзь). З 24 лютого 1940 року — командир 79-го запасного піхотного батальйону. 21 липня 1940 року відправлений у командний резерв командування 8-го військового округу. З 30 липня 1940 року — командир 306-го піхотного полку. 16 жовтня 1941 року знову відправлений у командний резерв командування 8-го військового округу. З 26 жовтня 1941 року — командир 454-го гренадерського полку. Одночасно з 1 лютого 1942 року й до кінця життя — інспектор інженерних частин СА. 2 травня 1942 року переведений у 454-й запасний піхотний батальйон. З 1 липня 1942 року — командир 677-го гренадерського, з 15 жовтня 1942 року — 252-го резервного гренадерського, з 11 травня 1943 року — 869-го гренадерського полку. З 24 березня 1943 року — депутат рейхстагу від Берліна-Сходу. 4 червня 1943 року відправлений в командний резерв ОКГ, 26 вересня 1943 року — групи армій «Центр». З 13 жовтня 1943 року — командир 406-го гренадерського полку. 29 липня 1944 року знову відправлений в командний резерв ОКГ. З 19 грудня 1944 року виконував обов'язки командира 406-ї дивізії особливого призначення. Загинув у бою.

## Військові звання
- Фенріх запасу (22 березня 1903)
- Фенріх (18 жовтня 1903)
- Лейтенант (18 серпня 1904)
- Оберлейтенант (18 серпня 1913)
- Гауптман (25 лютого 1915)
- Майор запасу (травень 1920)
- Групенфюрер СА (1931)
- Обергрупенфюрер СА (27 червня 1933)
- Оберстлейтенант до розпорядження (27 серпня 1939)
- Оберст до розпорядження (1 жовтня 1942)
- Генерал-майор до розпорядження (25 січня 1945, посмертно)

## Нагороди
- Залізний хрест 2-го і 1-го класу
- Pour le Mérite (30 серпня 1918)
- Почесний хрест ветерана війни з мечами
- Золотий партійний знак НСДАП
- Застібка до Залізного хреста 2-го і 1-го класу
- Німецький хрест в золоті (9 жовтня 1944)